# 칼 뉴포트
Cal Newport
조지타운대학교 컴퓨터공학과 부교수이며 분산 알고리즘 이론을 연구한다. 다트머스 대학교를 최우수 장학생으로 졸업하고 MIT에서 컴퓨터공학 박사 학위를 받았다. 미국 아이비리그 우등생 클럽인 파이 베타 카파 Pi Beta Kappa 의 회원이었으며, 학습전문가로서 다수의 텔레비전과 라디오 방송에 출연했다. 《딥 워크》《디지털 미니멀리즘》을 비롯한 다수의 베스트셀러를 쓴 저술가로, TED 강연 〈소셜 미디어를 끊어야 하는 이유〉는 500만이 넘는 조회수를 기록하며 폭발적인 반응을 이끌어냈다.

저서
- 《World Without E-mail》(2021) 곧 한국 출간된다고 한다
- 《디지털 미니멀리즘(Digital Minimalism)》(2019)
- 《딥 워크(Deep Work)》(2016)